# Tetrapolynema
Tetrapolynema is een geslacht van vliesvleugeligen uit de familie Mymaridae. De wetenschappelijke naam van dit geslacht is voor het eerst geldig gepubliceerd in 1946 door Ogloblin.

## Soorten
Het geslacht Tetrapolynema omvat de volgende soorten:
- Tetrapolynema mexicanum Ogloblin, 1946
- Tetrapolynema ogloblini Fidalgo, 1991